# Мурузи, Константин
Константин Мурузи (молд. Константин Мурузи, Constantin Moruzi; умер 1783) — господарь Молдавского княжества в 1777—1782 годах. Фанариот из рода Мурузи. Отец Александра Мурузи.

## История
В 1761 года получает должность Великого Постельника (министр иностранных дел) Молдавии, вскоре после этого становится Вторым Драгоманом флота и, наконец, Великим Драгоманом флота Османской империи.
Существует мнение, что он политически был замешан в отстранении от власти и убийстве его предшественника Григория III Гика.

Был правителем Молдавского княжества с октября 1777 года по 8 июня 1782 года.
Большую часть своего правления провел в Яссах.
В 1772 году он был свергнут и сослан на остров Тенедос, откуда вернулся в 1783 году и вскоре скончался.
Полиглот, говорил на пяти языках: греческий, латынь, арабский, турецкий и французский.
Его дочь Султана — жена боярина Скарлата Стурдзы, мать знаменитой графини Эдлинг и писателя Александра Стурдзы.